# Санаторий Акжаик
Санато́рий Акжаи́к (каз. Ақжайық емдеу-сауықтыру орны) — населённый пункт в Теректинском районе Западно-Казахстанской области Казахстана. Входит в состав Акжаикского сельского округа. Код КАТО — 276233300.
Расположен на левом берегу реки Урал.

## Население
В 1999 году население населённого пункта составляло 173 человека (85 мужчин и 88 женщин). По данным переписи 2009 года, в населённом пункте проживали 142 человека (71 мужчина и 71 женщина).